# 蘭奇利 (緬因州)
蘭奇利（英語：Rangeley）是一個位於美國緬因州富蘭克林縣的市鎮。

## 人口
根據2020年美國人口普查的數據，蘭奇利的面積為144.06平方千米，當中陸地面積為107.43平方千米，而水域面積為36.62平方千米。當地共有人口1222人，而人口密度為每平方千米8人。